# (3578) Carestia
(3578) Carestia (1977 CC) — planetoida z pasa głównego asteroid okrążająca Słońce w ciągu 5,75 lat w średniej odległości 3,21 j.a. Została odkryta w obserwatorium Féliksa Aguilara 11 lutego 1977 roku.